# Visayaseguenzia
Visayaseguenzia là một chi ốc biển, là động vật thân mềm chân bụng sống ở biển trong họ Seguenziidae.

## Các loài
Các loài trong chi Visayaseguenzia gồm có:
- Visayaseguenzia cumingi Poppe, Tagaro & Dekker, 2006[2]
- Visayaseguenzia maestratii Poppe, Tagaro & Dekker, 2006[3]